# 斯图加特国立音乐与表演艺术大学
斯图加特国立音乐与表演艺术大学（德語：Staatliche Hochschule für Musik und Darstellende Kunst Stuttgart，HMDK），是德国斯图加特一所专门培养音乐家和表演艺术家的大学。学校在1857年成立，是德国最古老的藝術类型学校之一。

## 学校历史
1857年该校由西格蒙德·勒贝尔（Sigmund Lebert）、伊曼纽尔·费斯特（Immanuel Faisst）、威廉·斯皮德尔（Wilhelm Speidel）和路德维希·斯塔克（Ludwig Stark）共同创建，当时称为斯图加特音乐学校（Stuttgarter Musikschule）。1865年改名为音乐学院。1869年又改名为符腾堡王国皇家音乐学院（Königliches Konservatorium für Musik）。1921年被命名为腾堡音乐大学 （Württembergische Hochschule für Musik）

## 教师和学生
- 伊维塔·阿普卡纳
- 尼科拉·布尔冯
- 阿德莱德·卡塞利-海福德
- 塞西尔·科尔斯
- 约翰·尼伯姆克·大卫
- 约尔格·德慕斯
- 梅拉妮·迪纳（生于1967 年），女高音歌唱家
- 阿尔帕德·多普勒（1884-1927年）
- 约尔格·法尔伯（1929-2022年），指挥家
- 西尔维娅·格兹蒂（1934-2018），女高音
- 卡尔·路德维希·杰洛克（1906-1975 年），管风琴师
- 珀西·格茨休斯（1873年）
- 哈里·普伦凯特·格林
- 汉斯·格里斯卡特（1903-1977年），教堂音乐家、教授
- 娜塔莉亚·古特曼，大提琴家
- 约瑟夫·哈斯（生于1916 年）
- 尤金·海尔（1873-1933年），作曲家
- 路易丝·杰德
- 尤金·海尔（1873-1933 年），作曲家
- 艾哈德·卡尔科什，音乐教师，政治活动家
- 古斯塔夫·卡斯特罗普
- 埃德加·斯蒂尔曼·凯利（1880 年）
- 金恩顺[2]
- 理查德·鲁道夫·克莱因（1921-2011 年）
- 塞缪尔·库默尔，风琴演奏家
- 赫尔穆特·拉琴曼
- 内森·劳贝
- 科尔亚·莱辛（生于1961年）
- 卡尔·马克思（生于 1961 年)
- 巴里·麦克丹尼尔（1930-2018年）
- 埃尔克·内德哈特（1941-2013年）
- 蒂尔曼·米凯利，歌剧合唱大师
- 劳伦·牛顿（1974年）
- 安雅·彼得森
- 玛丽斯·彼得森
- 费利克斯·佩特雷克
- 迪奥妮丝·普鲁克纳
- 西古尔德·拉舍尔
- 赫尔曼·鲁特
- 哈拉尔德·施密特
- 贝尼亚明·索梅兹
- 埃万德罗·斯坦佐夫斯基（1984年出生）
- 马可斯·特罗帕
- 赫尔曼·苏特
- 欧内斯特·托伦斯
- 凯特·沃尔卡特·施拉格
- 迈克尔·沃勒（生于1960年）
- 卡尔·温德林（生于1929年）
- 弗洛里安·维克（生于1972年）
- 叶胡达·亚内
- 卡尔·玛丽亚·兹维斯勒
- 维克多·赫伯特（1859-1924 年），歌剧作曲家

## 图书馆
有藏书18,000册，乐谱80,000份，录音9,000份。